# NGC 2917
NGC 2917 est une galaxie lenticulaire située dans la constellation de l'Hydre. NGC 2917 a été découverte par l'astronome allemand Albert Marth en 1864.

## Caractéristiques
Sa vitesse par rapport au fond diffus cosmologique est de 4 011 ± 25 km/s, ce qui correspond à une distance de Hubble de 59,2 ± 4,2 Mpc (∼193 millions d'al).
À ce jour, deux mesures non basées sur le décalage vers le rouge (redshift) donnent une distance de 41,950 ± 0,636 Mpc (∼137 millions d'al), ce qui est à l'extérieur des valeurs de la distance de Hubble. Notons que c'est avec la valeur moyenne des mesures indépendantes, lorsqu'elles existent, que la base de données NASA/IPAC calcule le diamètre d'une galaxie et qu'en conséquence le diamètre de NGC 2917 pourrait être d'environ 25,8 kpc (∼84 100 al) si on utilisait la distance de Hubble pour le calculer.
NGC 2917 présente une large raie HI.